# Contea di Perry (Arkansas)
La contea di Perry, in inglese Perry County, è una contea dello Stato dell'Arkansas, negli Stati Uniti. La popolazione al censimento del 2000 era di 10 209 abitanti. Il capoluogo di contea è Perryville.

## Storia
La contea di Perry fu costituita nel 1840.